# Damees de Cleitor
Damees (en llatí Dameas, en grec antic Δαμέας "Daméas") o Dàmies fou un escultor grec nascut a Cleitor a Arcàdia, deixeble de Policlet.
Va treballar junt amb altres artistes en l'elaboració de la gran ofrena votiva que els espartans van fer a Delfos després de la victòria d'Egospòtams (405 aC). Damees va fer les estàtues d'Atenea, Posidó i Lisandre, segons diuen Pausànies i Plini el Vell.